# 石塘水库 (榆树)
石塘水库是中国吉林省长春市榆树市城发乡境内的一座水库，位于卡岔河支流二道河上，建于1958年。水库正常库容为1231万立方米，集雨面积为122平方千米，海拔为174.5米。